# 劉統勳
劉統勳（1700年—1773年），字延清，號爾鈍，山東諸城縣（今属于高密）逄戈庄村人，祖籍江南省砀山（明弘治间始祖福公自南直隶砀山县迁山东诸城县），清朝政治人物。雍正二年（1724年）中進士，之後歷任刑部尚書，工部尚書，吏部尚書，尚書房總師傅，内閣大學士，翰林院掌院學士及軍機大臣等要職。乾隆三十八年（1773年）病逝，享壽73歲。
劉統勳為人正直，以能諫著稱，在吏治、軍事、治河等方面都有顯著政績，為官四十多年，身兼數職，始終清廉，不曾貪污受賄。乾隆帝評價：「神敏剛勁，終身不失其正」，諡號「文正」。
乾隆後期重臣刘墉即劉統勳之子。

## 生平

### 康熙朝
康熙三十八年（1700年），劉統勳生於山東青州諸城。他的父親劉棨官至四川布政使，他自幼時接受完整的儒家教育。

### 雍正朝
雍正二年（1724年），劉統勳中甲辰科进士，選庶吉士，散館授编修，歷任南書房行走、上書房行走、詹事、內閣學士等職位。

### 乾隆朝
乾隆元年（1736年），劉統勳受到乾隆帝的重用，曾到浙江學習治水，對他往後處理治河事務很有幫助。二年（1737年），他被任命為刑部侍郎，不久後因為母親去世，而中斷官員生涯三年。乾隆六年（1741年），劉統勳擔任都察院左都御史時，曾參奏大學士張廷玉、尚書公訥親而名聞朝野。之後他一路升遷為漕運總督、刑部尚書、工部尚書、吏部尚書、尚書房總師傅、内閣大學士、翰林院掌院學士及軍機大臣等要職，乾隆帝對他深為倚重，重要的軍國大事，都曾召見他討論。乾隆二十年阿睦爾撒納叛，因定西將軍永常率部從木壘撤退，乾隆帝責他附和永常不救班第，被籍沒奪職，其子劉墉亦被奪職，與在北京子孫皆下牢獄。二十一年六月，授刑部尚書。二十二年加太子太保。二十三年，調吏部尚書。二十四年，命協辦大學士。二十六年，拜東閣大學士，兼管禮部、兵部。二十八年，任上書房總師傅，兼管刑部。三十八年（1773年）于上朝途中病危。乾隆帝听闻，命令福隆安携带药物前去探视，但为时已晚。乾隆帝亲临治丧，看到他生活如此简朴，不禁痛哭。丧仪过后返回宫中，行至乾清门再度情绪失控，痛哭流涕地向群臣褒奖刘统勋的功绩。。

## 成就

### 治河事蹟
劉統勳自乾隆元年便隨大學士嵇曾筠赴浙江學習海塘工程，至乾隆十三年，劉統勳與大學士高斌巡按山東賑務，並勘查河道。當時運河盛漲，其從濬聊城引河，將運河引導入海將德州哨馬營和東平戴村兩處堤壩的高度降低，秋後又將沂州江楓口兩處堤壩的高度提升。河水有所阻截，防止了潰壩和水災，使河道得以疏通。
乾隆十八年，奉命察勘江南河工，並對其中的不少弊端進行了改革，如江南邵伯湖減水二閘及高郵車邏壩決堤，其與尚書策楞往視察后聯合上疏為河員虧帑誤工。同年九月，銅山小店汛河決，劉統勳上疏同知李焞、守備張賓呈報稽誤。乾隆以兩人平日侵帑且不作為，河漲任其衝決，下令處死，並令高斌、張師載監督行刑。同時劉統勳改駐銅山督塞河，同年十二月完工。
大學士陳世倌疏言：黃河入海，套櫃增多，致壅塞，乾隆命其往勘查。劉統勳疏言：「海口舊在雲梯關，今海退河淤，增長百餘裡，櫃套均在七曲港上，河流無所阻遏。」乾隆以河道總督顧琮請於祥符、滎澤等縣建壩，並濬引河，命劉統勳前往勘查。其認為：「擇地培堤壩，引河上無來源，中經沙地，易淤墊」應當作罷，該建議被乾隆採納。
乾隆二十一年六月，銅山縣孫家集漫工，時任江南河道總督富勒赫解任，命統勳暫代其職。該年入冬完工。二十二年，命其赴徐州督修近城石壩。
乾隆二十六年八月，其與協辦大學士兆惠勘查河南楊橋漫工。同年十二月完工。乾隆二十七年，乾隆帝南巡命其與兆惠勘查高、寶河湖入江路，上疏請開引河，擇地築閘壩。上諭謂：「所議甚合朕意。」又以直隸景州被水，命其勘查德州運河，劉統勳上疏言：「請移吏董理四女寺、哨馬營兩引河，毋使淤閼」。乾隆三十三年十月，前往江南主持清理黃河入海口淤塞工程事宜。次年主持運河勘察與清淤工作。

## 評價
劉統勳為官清廉，不結朋黨，敢言直諫，勇於任事，因此深得乾隆帝的敬重與信賴。當他病逝後，乾隆帝聞訊说：“朕失去一股肱！”“如統勳乃不愧真宰相，汝等宜法效之。”乾隆帝評價：「神敏剛勁，終身不失其正」，贈太傅，諡「文正」。
乾隆在所作《懷舊》詩中稱讚其：“遇事既神敏，秉性複剛勁。得古大臣風，終身不失正。”
道光在《諸城縣令》稱讚劉統勳：其“剛毅篤棐，允直機密，襄贊綸扉，隨事獻納，推賢黜佞，為百餘年名臣第一。數讞大獄，無縱無枉。家故有田數十畝，敝廬一區，服官五十餘年，不增尺寸……”
劉統勳在治水方面獲得重要成果，懲治貪贓枉法的官員，因而受到百姓的愛戴。河南、山東等地的百姓紛紛為他建立祠堂。

## 延伸阅读
[在维基数据编辑]
 《清史稿/卷302》，出自趙爾巽《清史稿》

### 引用
1. 1 2  童超. . . 2010: 188–189頁.
2. ↑  童超. . . 2010: 190–191頁.
3. ↑  童超. . . 2010: 189–190頁.